# Peter Hadland Davis
Peter Hadland Davis  (1918 - 5 de marzo de 1992) fue un botánico inglés.
En 1937 es aprendiz del "Criadero de plantas alpinas de Ingwersen", en East Grinstead, donde comenzó a apasionarse en la flora. Y en 1938 comenzó a herborizar en el Oriente Medio (en Turquía), interrumpiéndose a causa de la Segunda Guerra Mundial, en la que sirvió en las Fuerzas Armadas, y estando los últimos dos años de servicio en El Cairo. De baja, concurre a la Universidad de Edimburgo, estudiando Botánica para graduarse BS en 1949. Así comenzó su carrera académica trabajando en el "Departamento de Botánica" de Kew Gardens, y realizando numerosas expediciones botánicas por el mundo. Completó la publicación "Flora of Turkey and the East Aegean Islands".
Obtuvo su PhD defendiendo la tesis Taxonomy of Middle East flora en 1952. En los años cincuenta viajó a Kurdistán, Rusia, y regiones del Medio Este.

## Honores
- 1958 es galardonado con la "Medalla Cuthbert Peek" por la "Royal Geographical Society" por exploraciones en Kurdistán.
- Medalla de oro", Sociedad Linneana de Londres.
- Miembro de la Sociedad Linneana de Londres.
- 1980 miembro de la SERC Replacement Fellowship.
- "Medalla Neill" de la Royal Society of Edinburgh.

## Algunas publicaciones
- Davis, PH; J Cullen. 1965. The Identification of Flowering Plant Families, including a key to those native and cultivated in north temperate regions.

### Libros
- Davis, PH; VH Heywood. 1963. Principles of angiosperm taxonomy. Ed. Oliver & Boyd, Edimburgo. xx, 556 pp.
- ----, J Cullen, MJE Coode (eds.). 1965. Flora of Turkey and the East Aegean Islands. Ed. Edinburgh Univ. Press, xxi + 947 pp.
- ----, PC Harper, IC Hedge. 1971. Plant life of South-West Asia.
- ----, J Cullen. 1989. The identification of flowering plant families, including a key to those native and cultivated in north temperate regions. 113 pp. il. ISBN 0-521-22111-0

- La abreviatura «P.H.Davis» se emplea para indicar a Peter Hadland Davis como autoridad en la descripción y clasificación científica de los vegetales.[2]